# Myrianida pulchella
Myrianida pulchella är en ringmaskart som beskrevs av Francis Day 1953. Myrianida pulchella ingår i släktet Myrianida och familjen Syllidae. Inga underarter finns listade i Catalogue of Life.